# 日本の商工会議所一覧
日本国内の商工会議所の一覧である。
日本商工会議所（日商）のもとに、各都道府県ごとに商工会議所連合会があり、各商工会議所のとりまとめを行っている。また、傘下の東京商工会議所（東商）と大阪商工会議所（大商）も日本を代表する経済団体の一つである。

## 一覧

### 北海道地方

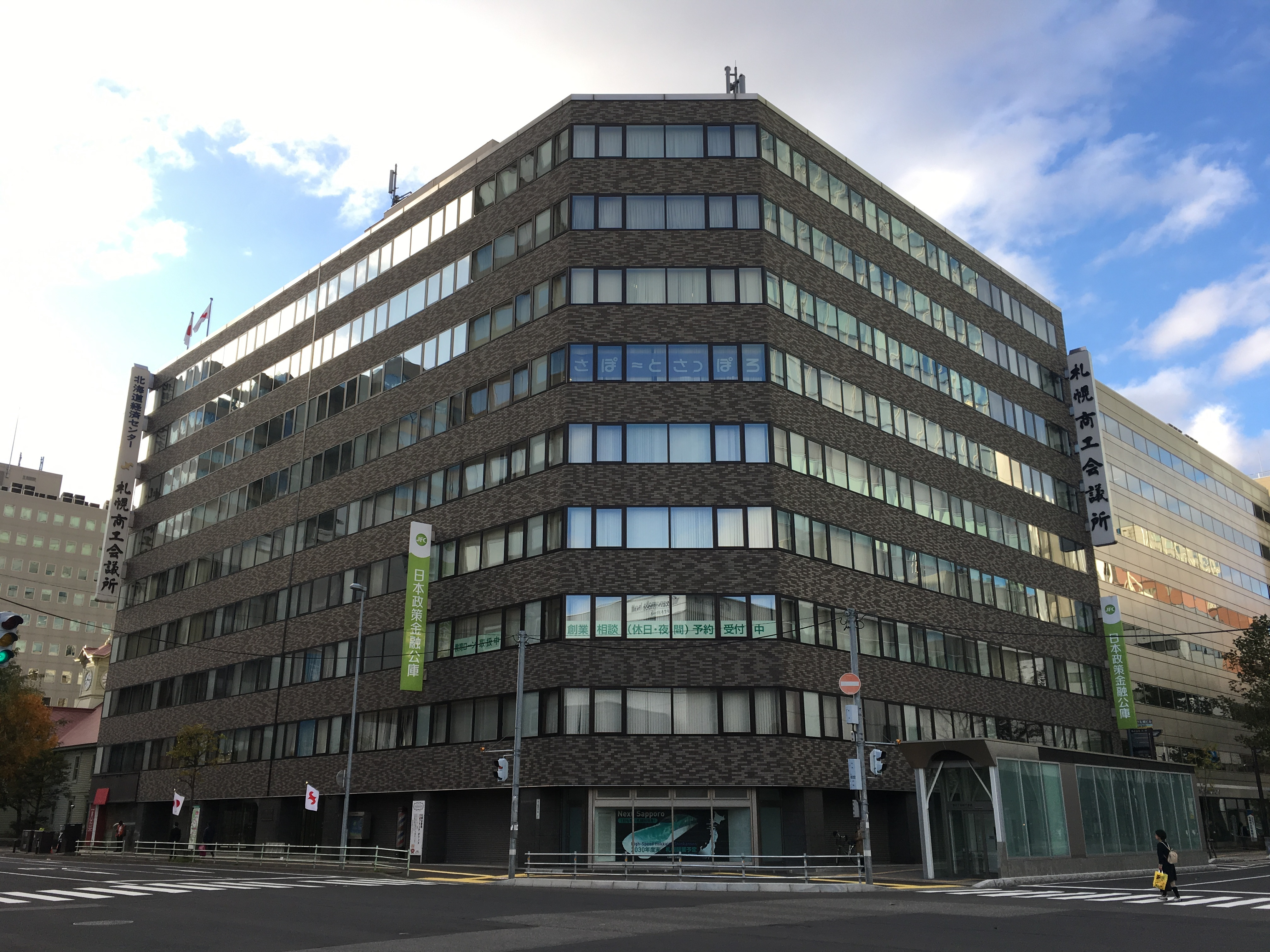
札幌商工会議所 （北海道経済センター）
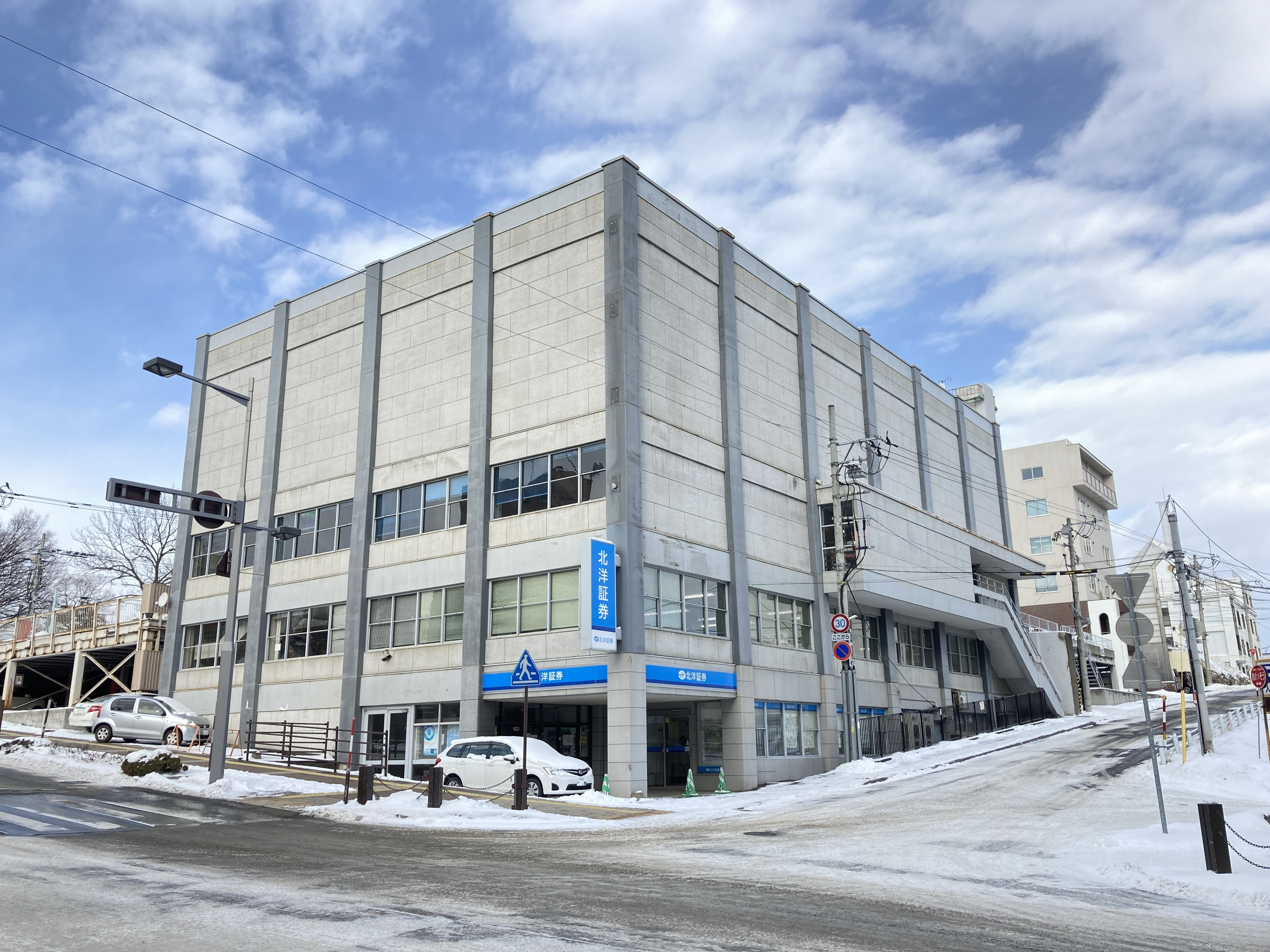
北見商工会議所 （北見経済センター）
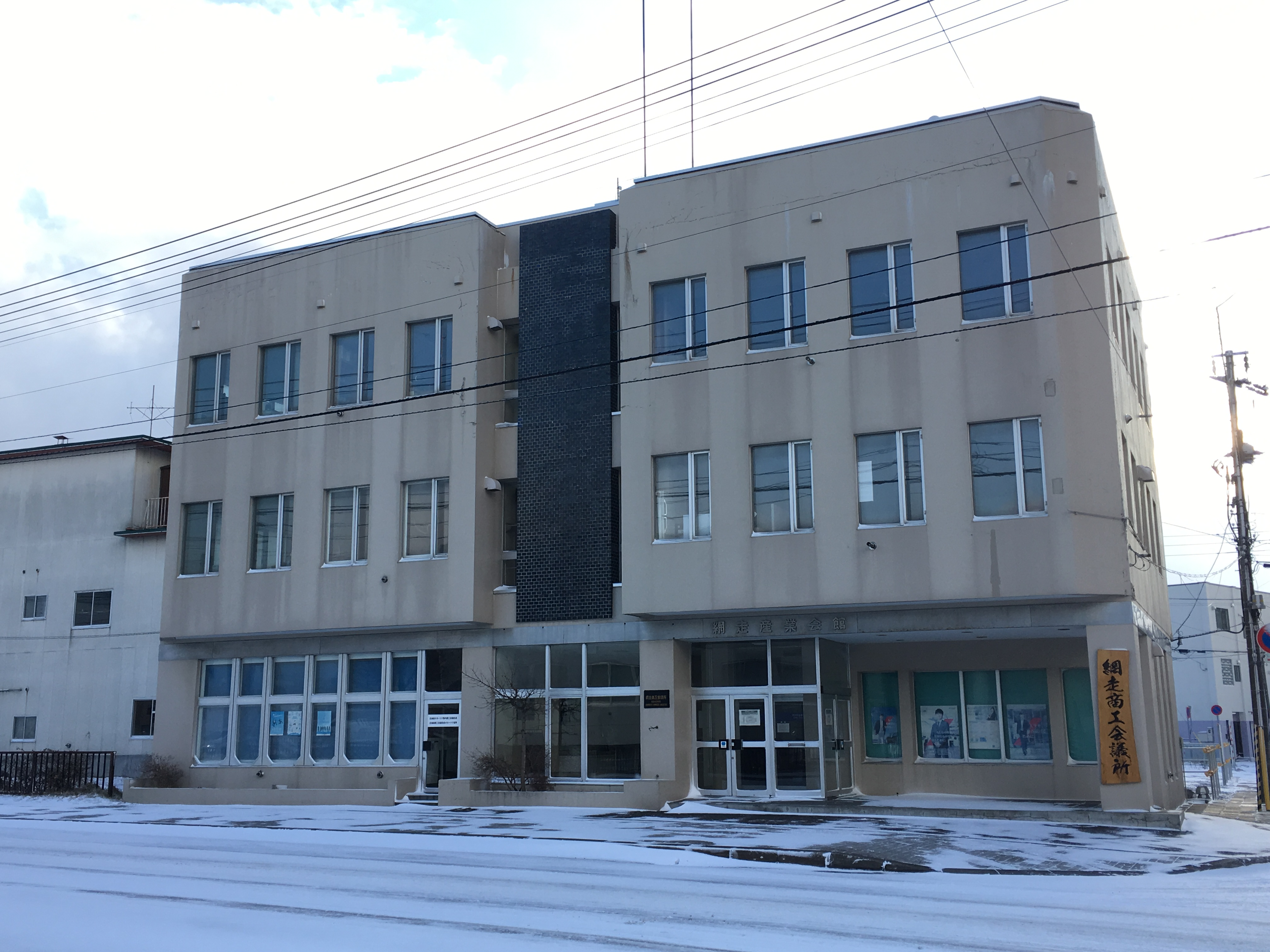
網走商工会議所 （網走産業会館）

一般社団法人北海道商工会議所連合会
1. 札幌商工会議所
2. 小樽商工会議所
3. 函館商工会議所
4. 旭川商工会議所
5. 室蘭商工会議所
6. 釧路商工会議所
7. 帯広商工会議所
8. 北見商工会議所
9. 岩見沢商工会議所
10. 留萌商工会議所
11. 網走商工会議所
12. 苫小牧商工会議所
13. 根室商工会議所
14. 稚内商工会議所
15. 滝川商工会議所
16. 深川商工会議所
17. 栗山商工会議所
18. 紋別商工会議所
19. 名寄商工会議所
20. 伊達商工会議所
21. 砂川商工会議所
22. 遠軽商工会議所
23. 森商工会議所
24. 富良野商工会議所
25. 士別商工会議所
26. 美唄商工会議所
27. 江別商工会議所
28. 余市商工会議所
29. 岩内商工会議所
30. 倶知安商工会議所
31. 芦別商工会議所
32. 上砂川商工会議所
33. 浦河商工会議所
34. 夕張商工会議所
35. 美幌商工会議所
36. 歌志内商工会議所
37. 赤平商工会議所
38. 留辺蘂商工会議所
39. 千歳商工会議所
40. 登別商工会議所
41. 恵庭商工会議所
42. 石狩商工会議所

- 札幌商工会議所
（北海道経済センター）
- 北見商工会議所
（北見経済センター）
- 網走商工会議所
（網走産業会館）

### 東北地方
青森県商工会議所連合会
1. 青森商工会議所
2. 弘前商工会議所
3. 八戸商工会議所
4. 十和田商工会議所
5. 黒石商工会議所
6. 五所川原商工会議所
7. むつ商工会議所

岩手県商工会議所連合会
1. 盛岡商工会議所
2. 宮古商工会議所
3. 大船渡商工会議所
4. 花巻商工会議所
5. 北上商工会議所
6. 久慈商工会議所
7. 一関商工会議所
8. 釜石商工会議所
9. 奥州商工会議所

宮城県商工会議所連合会
1. 仙台商工会議所
2. 塩釜商工会議所
3. 石巻商工会議所
4. 気仙沼商工会議所
5. 古川商工会議所
6. 白石商工会議所

秋田県商工会議所連合会
1. 秋田商工会議所
2. 能代商工会議所
3. 大館商工会議所
4. 横手商工会議所
5. 湯沢商工会議所
6. 大曲商工会議所

山形県商工会議所連合会
1. 山形商工会議所
2. 酒田商工会議所
3. 鶴岡商工会議所
4. 米沢商工会議所
5. 新庄商工会議所
6. 長井商工会議所
7. 天童商工会議所

福島県商工会議所連合会
1. 福島商工会議所
2. 郡山商工会議所
3. 会津若松商工会議所
4. いわき商工会議所
5. 白河商工会議所
6. 原町商工会議所
7. 会津喜多方商工会議所
8. 相馬商工会議所
9. 須賀川商工会議所
10. 二本松商工会議所

### 関東地方

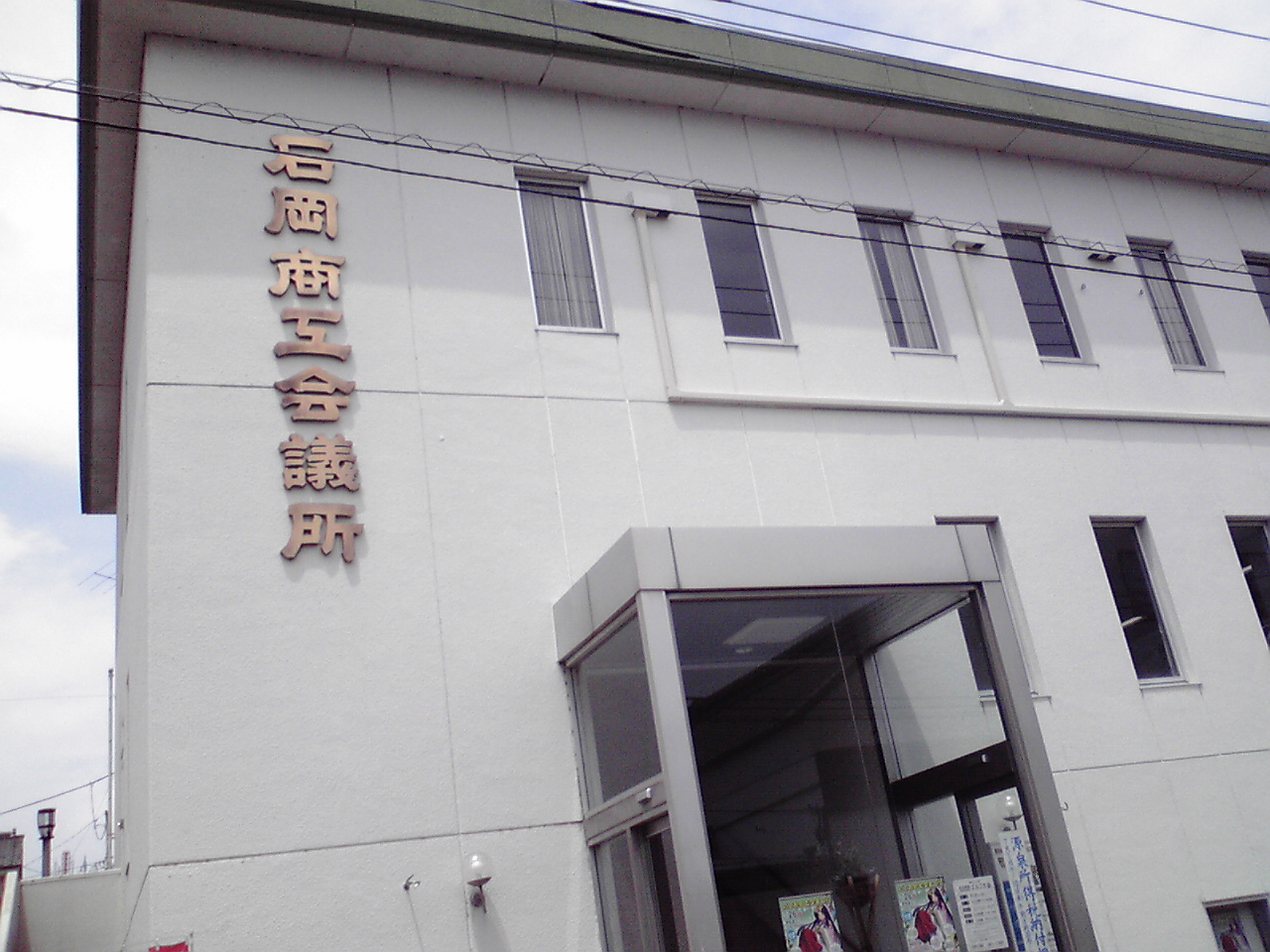
石岡商工会議所

さいたま商工会議所

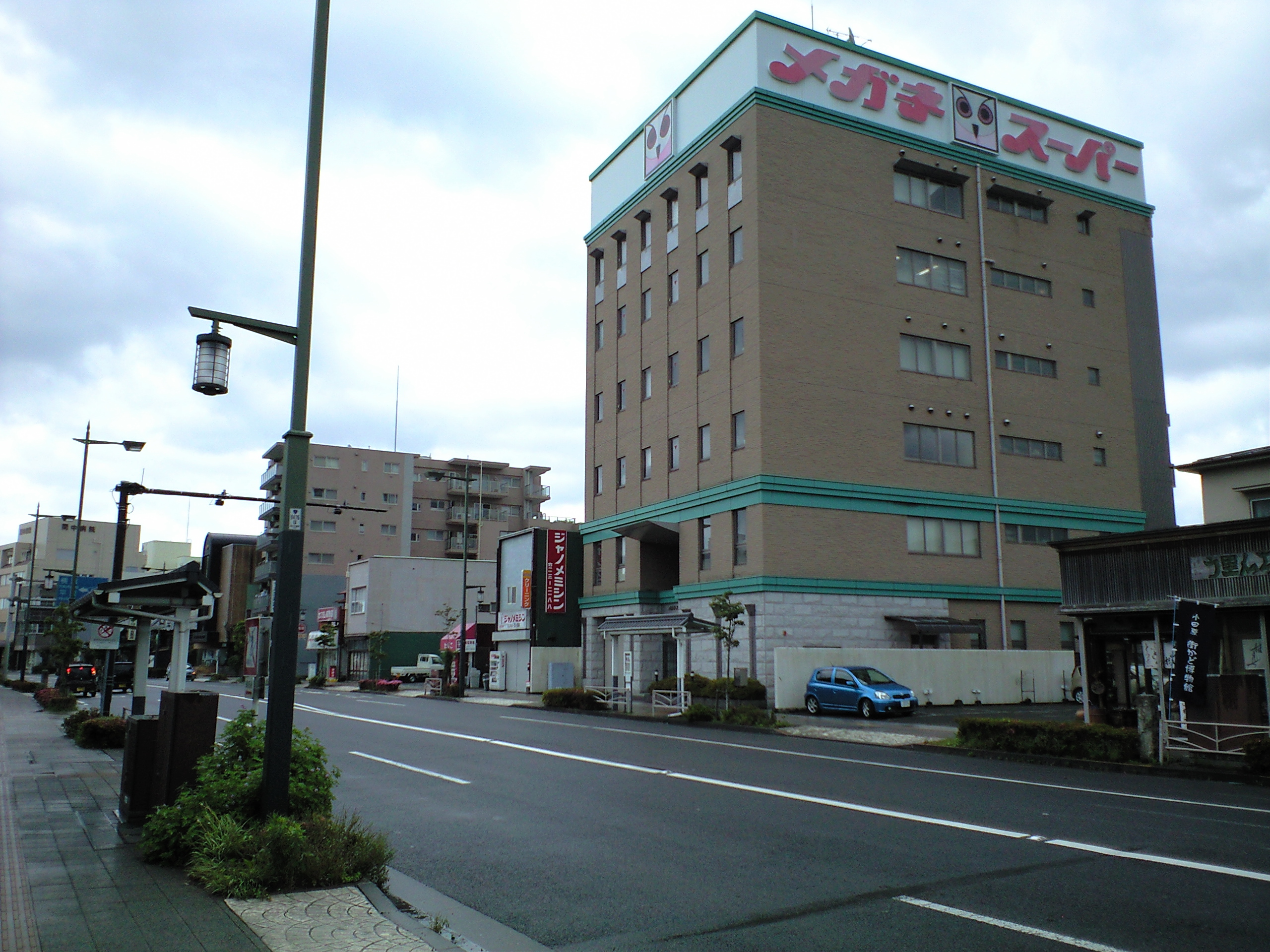
小田原箱根商工会議所 （画像はメガネスーパー本社当時のもの）

茨城県商工会議所連合会
1. 水戸商工会議所
2. 土浦商工会議所
3. 古河商工会議所
4. 日立商工会議所
5. 石岡商工会議所
6. 下館商工会議所
7. 結城商工会議所
8. ひたちなか商工会議所

- 石岡商工会議所

一般社団法人栃木県商工会議所連合会
1. 栃木商工会議所
2. 宇都宮商工会議所
3. 足利商工会議所
4. 鹿沼商工会議所
5. 小山商工会議所
6. 日光商工会議所
7. 大田原商工会議所
8. 佐野商工会議所
9. 真岡商工会議所

一般社団法人群馬県商工会議所連合会
1. 高崎商工会議所
2. 前橋商工会議所
3. 桐生商工会議所
4. 館林商工会議所
5. 伊勢崎商工会議所
6. 太田商工会議所
7. 沼田商工会議所
8. 富岡商工会議所
9. 渋川商工会議所
10. 藤岡商工会議所

一般社団法人埼玉県商工会議所連合会
1. 川越商工会議所
2. 川口商工会議所
3. 熊谷商工会議所
4. さいたま商工会議所
5. 秩父商工会議所
6. 行田商工会議所
7. 本庄商工会議所
8. 深谷商工会議所
9. 所沢商工会議所
10. 蕨商工会議所
11. 飯能商工会議所
12. 上尾商工会議所
13. 狭山商工会議所
14. 草加商工会議所
15. 春日部商工会議所
16. 越谷商工会議所

- さいたま商工会議所

一般社団法人千葉県商工会議所連合会
1. 千葉商工会議所
2. 市川商工会議所
3. 浦安商工会議所
4. 船橋商工会議所
5. 習志野商工会議所
6. 野田商工会議所
7. 松戸商工会議所
8. 柏商工会議所
9. 八千代商工会議所
10. 佐倉商工会議所
11. 成田商工会議所
12. 佐原商工会議所
13. 銚子商工会議所
14. 八街商工会議所
15. 東金商工会議所
16. 茂原商工会議所
17. 市原商工会議所
18. 木更津商工会議所
19. 君津商工会議所
20. 館山商工会議所
21. 流山商工会議所

東京都商工会議所連合会
1. 東京商工会議所
2. 八王子商工会議所
3. 青梅商工会議所
4. 立川商工会議所
5. むさし府中商工会議所
6. 武蔵野商工会議所
7. 多摩商工会議所
8. 町田商工会議所

一般社団法人神奈川県商工会議所連合会
1. 横浜商工会議所
2. 横須賀商工会議所
3. 川崎商工会議所
4. 小田原箱根商工会議所
5. 平塚商工会議所
6. 藤沢商工会議所
7. 茅ヶ崎商工会議所
8. 厚木商工会議所
9. 秦野商工会議所
10. 鎌倉商工会議所
11. 三浦商工会議所
12. 相模原商工会議所
13. 大和商工会議所
14. 海老名商工会議所

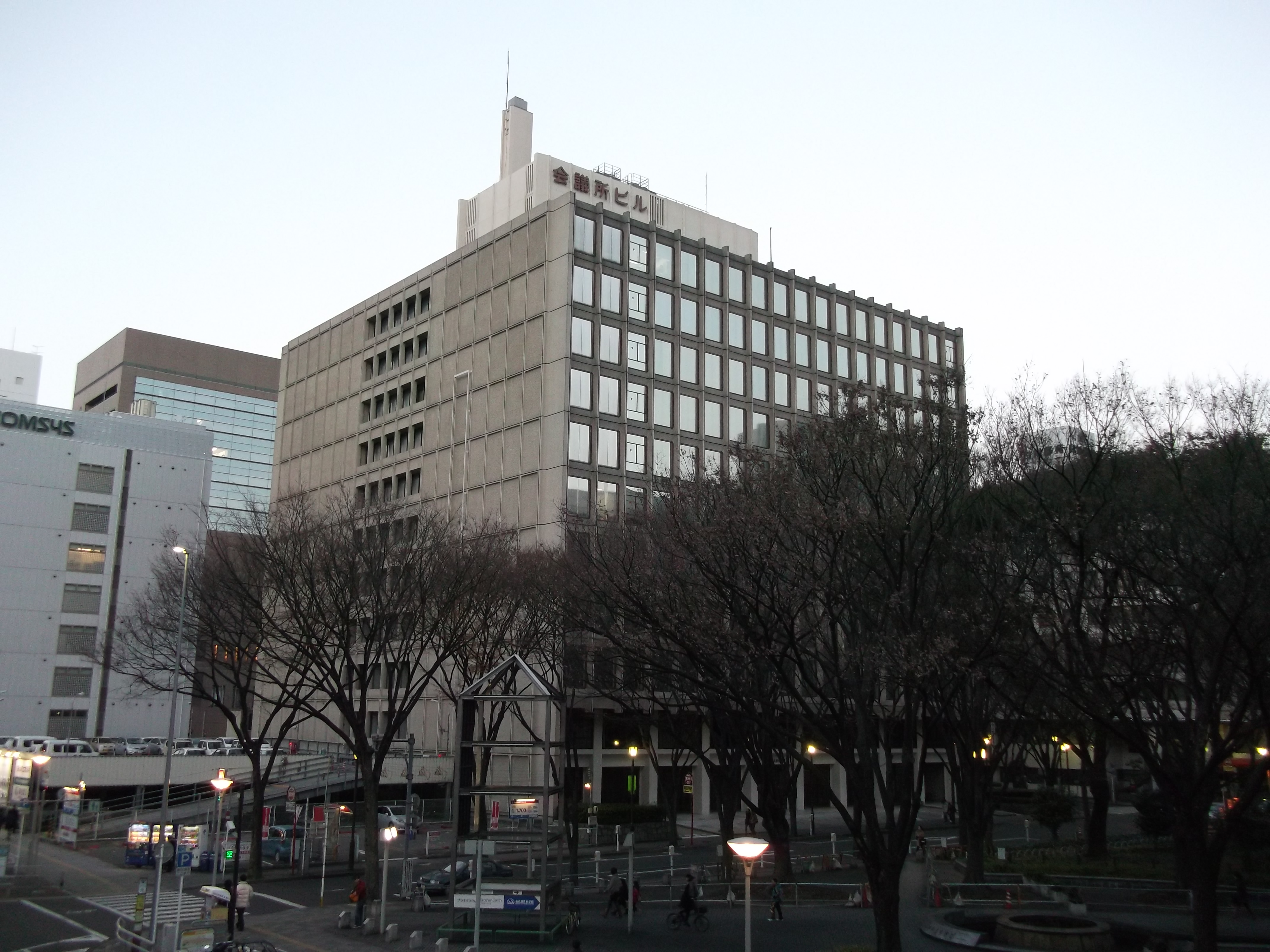
小田原箱根商工会議所
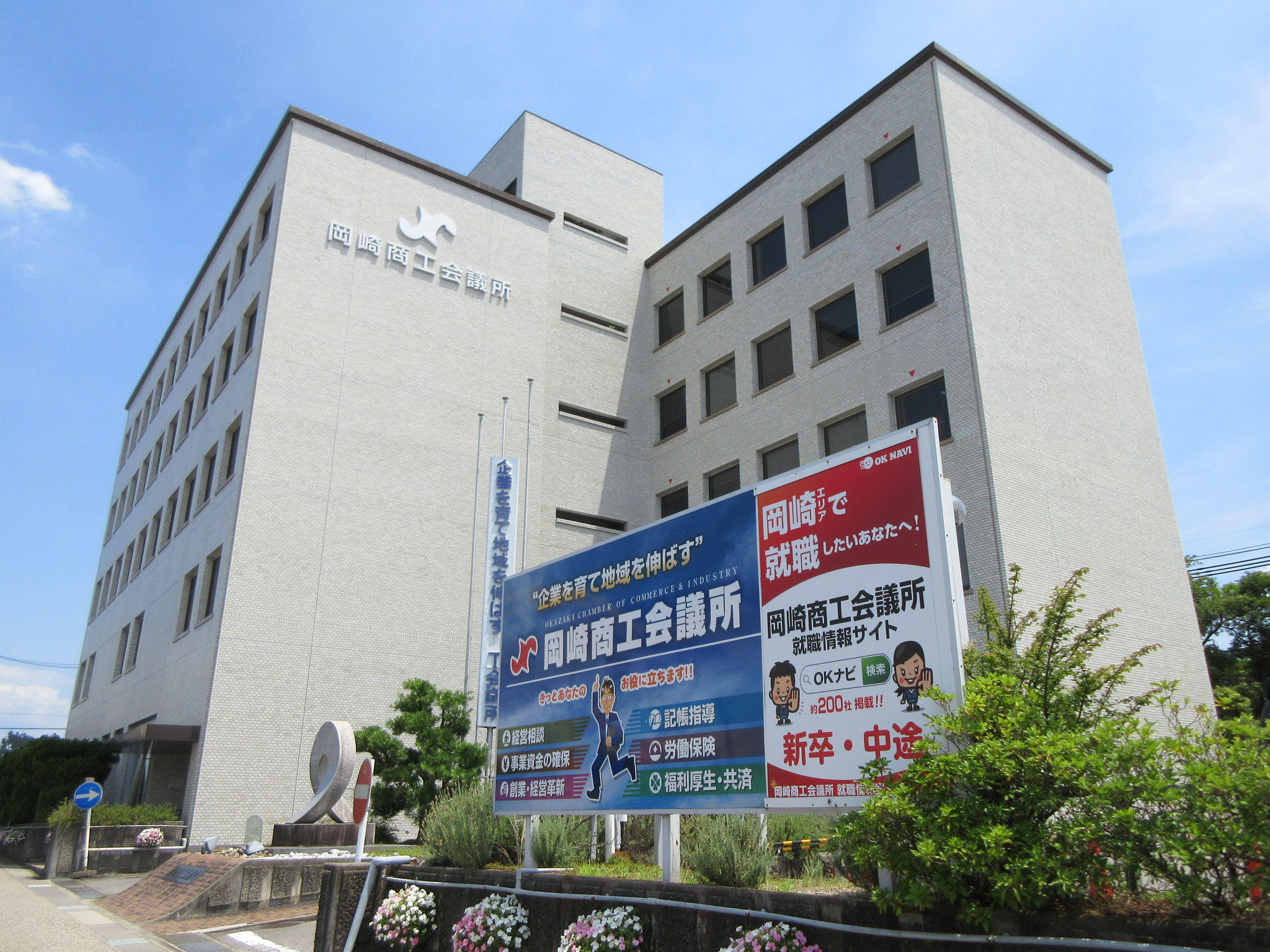
岡崎商工会議所
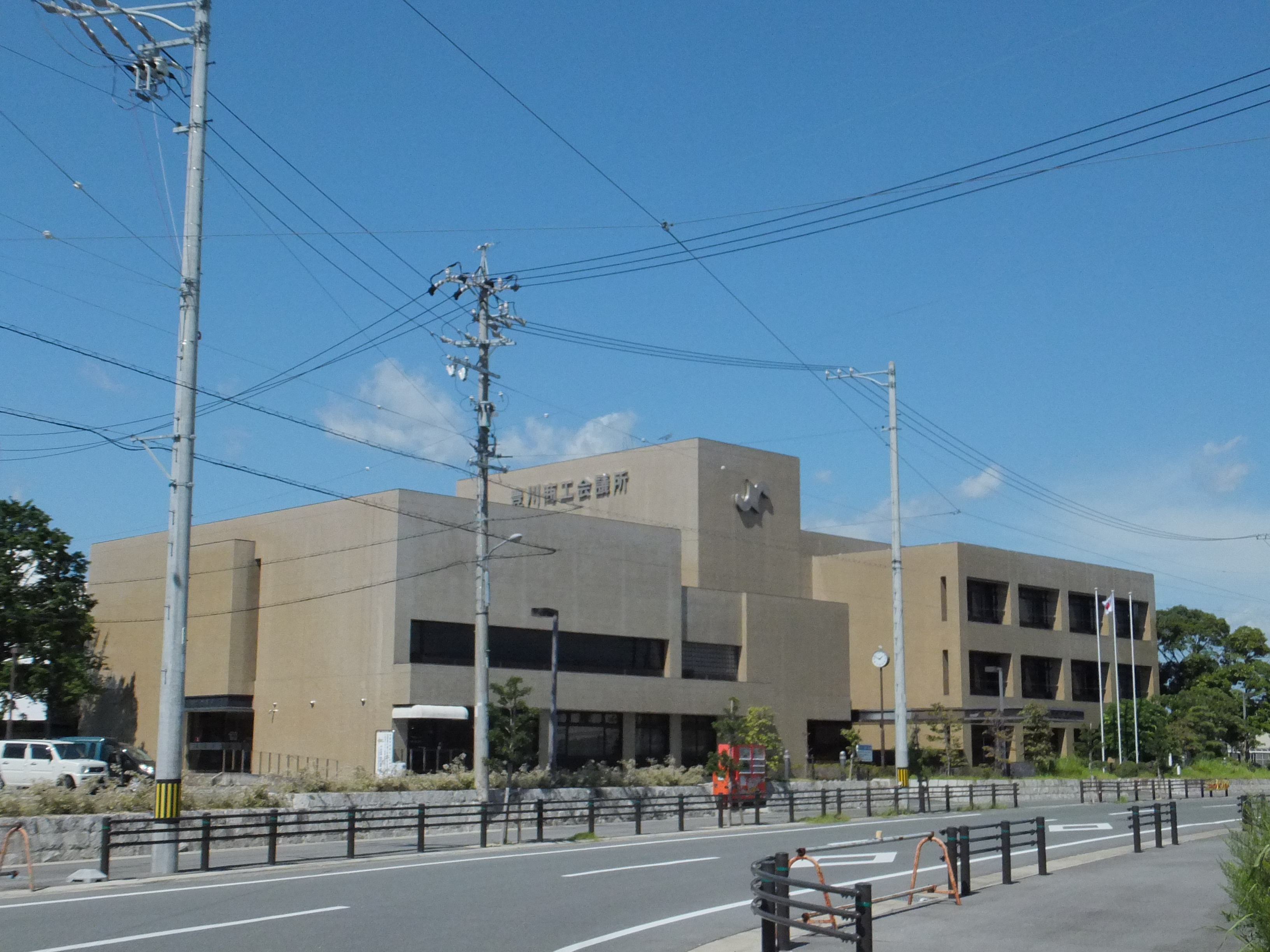
豊川商工会議所
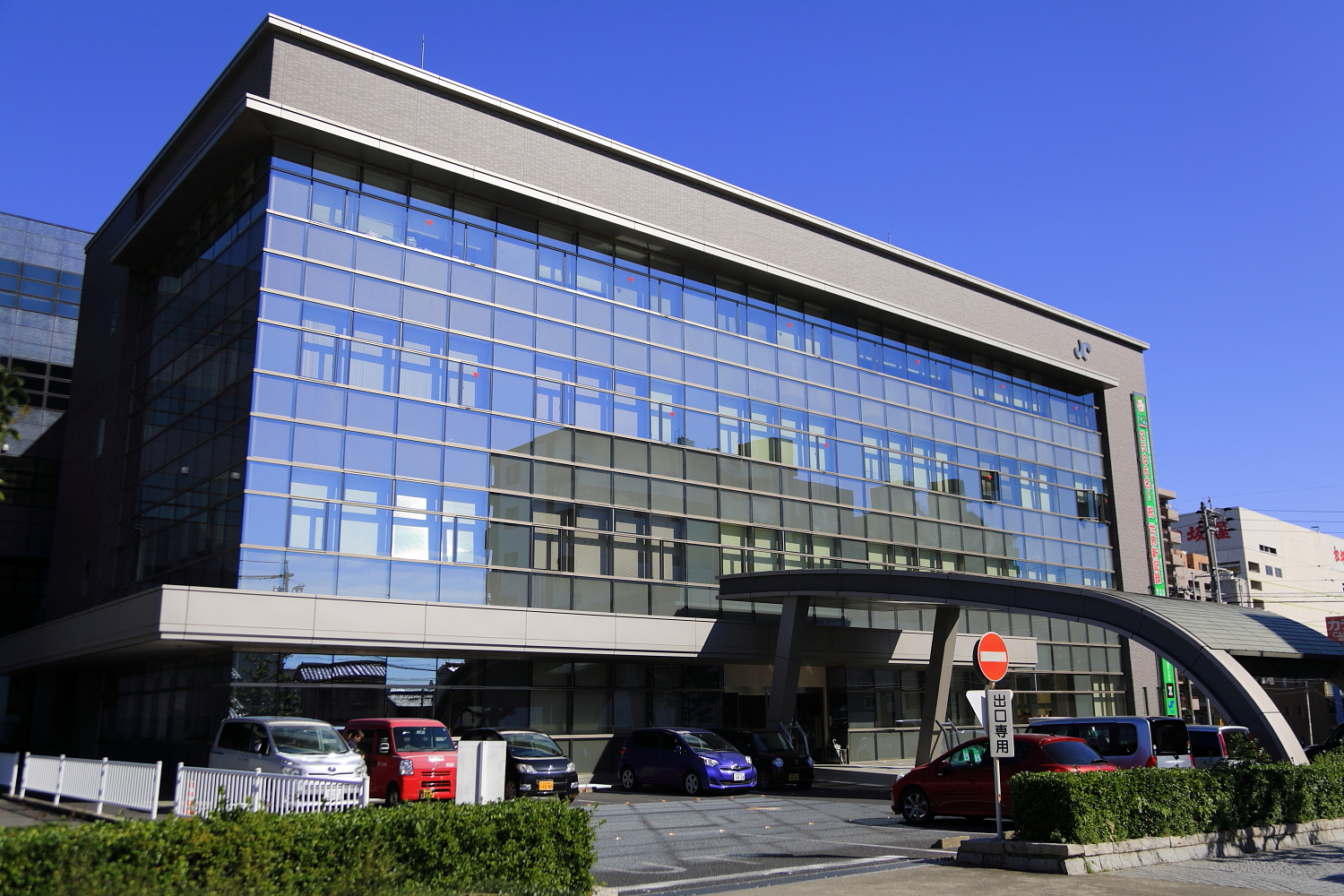
豊田商工会議所
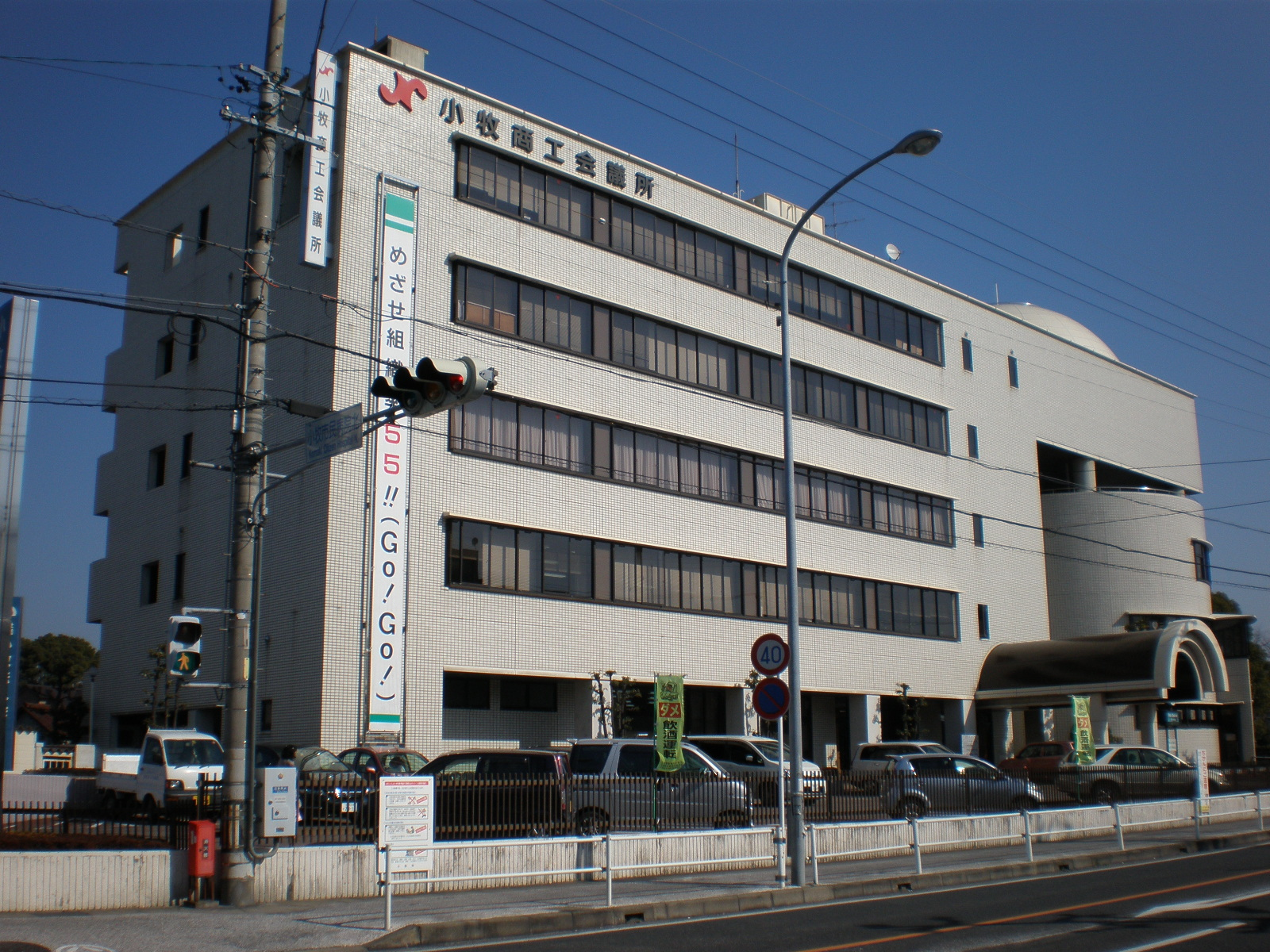
小牧商工会議所
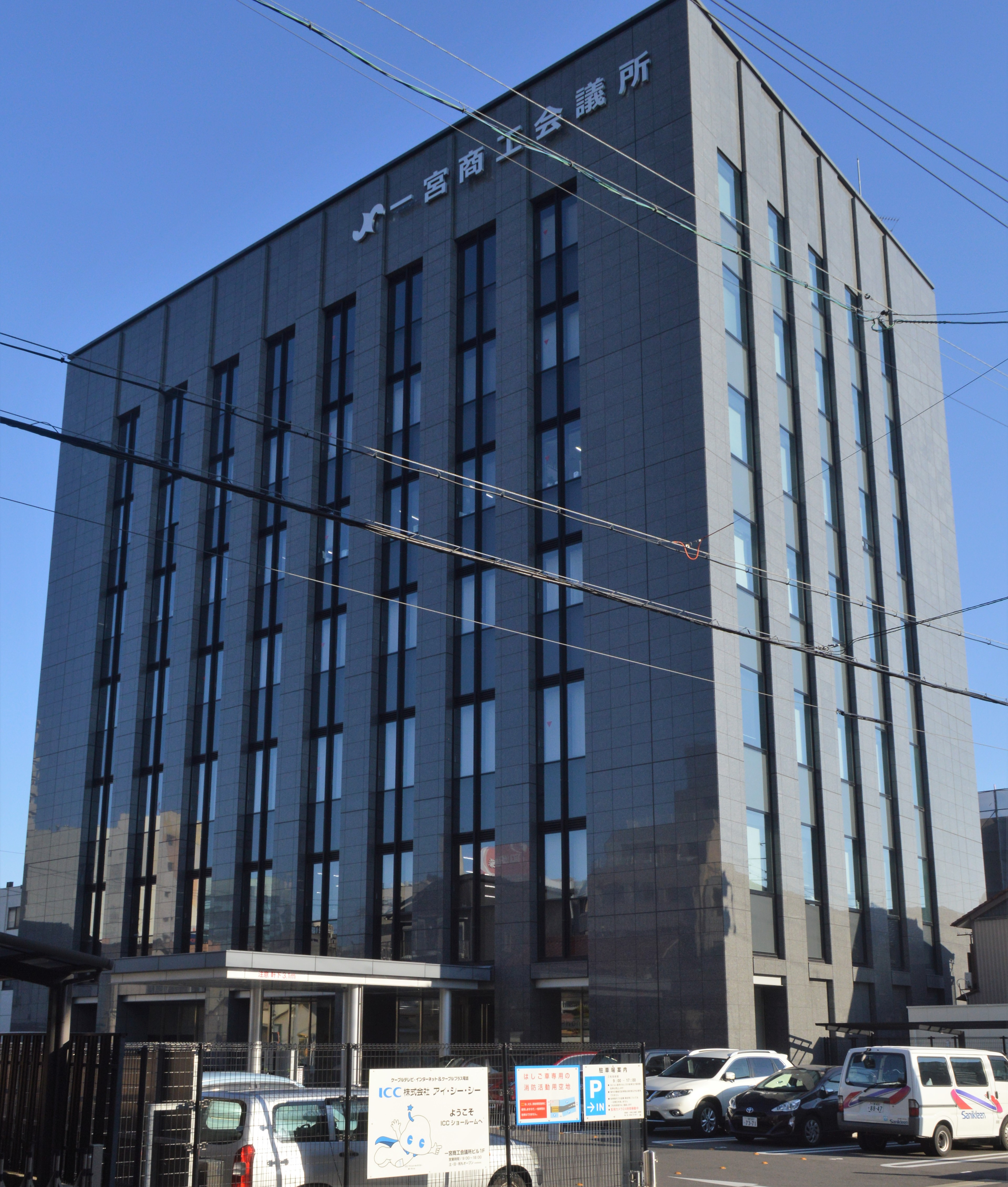
一宮商工会議所
（画像はメガネスーパー本社当時のもの）

### 中部地方
一般社団法人新潟県商工会議所連合会
1. 新潟商工会議所
2. 上越商工会議所
3. 長岡商工会議所
4. 柏崎商工会議所
5. 三条商工会議所
6. 新発田商工会議所
7. 新津商工会議所
8. 燕商工会議所
9. 小千谷商工会議所
10. 糸魚川商工会議所
11. 村上商工会議所
12. 十日町商工会議所
13. 新井商工会議所
14. 加茂商工会議所
15. 五泉商工会議所
16. 亀田商工会議所

富山県商工会議所連合会
1. 富山商工会議所
2. 高岡商工会議所
3. 氷見商工会議所
4. 射水商工会議所
5. 砺波商工会議所
6. 滑川商工会議所
7. 魚津商工会議所
8. 黒部商工会議所

石川県商工会議所連合会
1. 金沢商工会議所
2. 小松商工会議所
3. 七尾商工会議所
4. 輪島商工会議所
5. 加賀商工会議所
6. 珠洲商工会議所
7. 白山商工会議所

一般社団法人福井県商工会議所連合会
1. 福井商工会議所
2. 敦賀商工会議所
3. 武生商工会議所
4. 大野商工会議所
5. 勝山商工会議所
6. 小浜商工会議所
7. 鯖江商工会議所

山梨県商工会議所連合会
1. 甲府商工会議所
2. 富士吉田商工会議所

一般社団法人長野県商工会議所連合会
1. 長野商工会議所
2. 松本商工会議所
3. 上田商工会議所
4. 飯田商工会議所
5. 岡谷商工会議所
6. 諏訪商工会議所
7. 下諏訪商工会議所
8. 須坂商工会議所
9. 伊那商工会議所
10. 塩尻商工会議所
11. 小諸商工会議所
12. 信州中野商工会議所
13. 駒ヶ根商工会議所
14. 大町商工会議所
15. 茅野商工会議所
16. 佐久商工会議所
17. 飯山商工会議所
18. 千曲商工会議所

岐阜県商工会議所連合会
1. 岐阜商工会議所
2. 大垣商工会議所
3. 高山商工会議所
4. 多治見商工会議所
5. 関商工会議所
6. 中津川商工会議所
7. 美濃商工会議所
8. 神岡商工会議所
9. 土岐商工会議所
10. 瑞浪商工会議所
11. 恵那商工会議所
12. 各務原商工会議所
13. 美濃加茂商工会議所
14. 可児商工会議所
15. 羽島商工会議所

一般社団法人静岡県商工会議所連合会
1. 静岡商工会議所
2. 浜松商工会議所
3. 沼津商工会議所
4. 三島商工会議所
5. 富士宮商工会議所
6. 富士商工会議所
7. 下田商工会議所
8. 磐田商工会議所
9. 伊東商工会議所
10. 熱海商工会議所
11. 島田商工会議所
12. 焼津商工会議所
13. 掛川商工会議所
14. 藤枝商工会議所
15. 袋井商工会議所

愛知県商工会議所連合会
1. 名古屋商工会議所
2. 岡崎商工会議所
3. 豊橋商工会議所
4. 半田商工会議所
5. 一宮商工会議所
6. 瀬戸商工会議所
7. 蒲郡商工会議所
8. 豊川商工会議所
9. 刈谷商工会議所
10. 豊田商工会議所
11. 碧南商工会議所
12. 安城商工会議所
13. 西尾商工会議所
14. 津島商工会議所
15. 春日井商工会議所
16. 稲沢商工会議所
17. 常滑商工会議所
18. 江南商工会議所
19. 小牧商工会議所
20. 犬山商工会議所
21. 東海商工会議所
22. 大府商工会議所

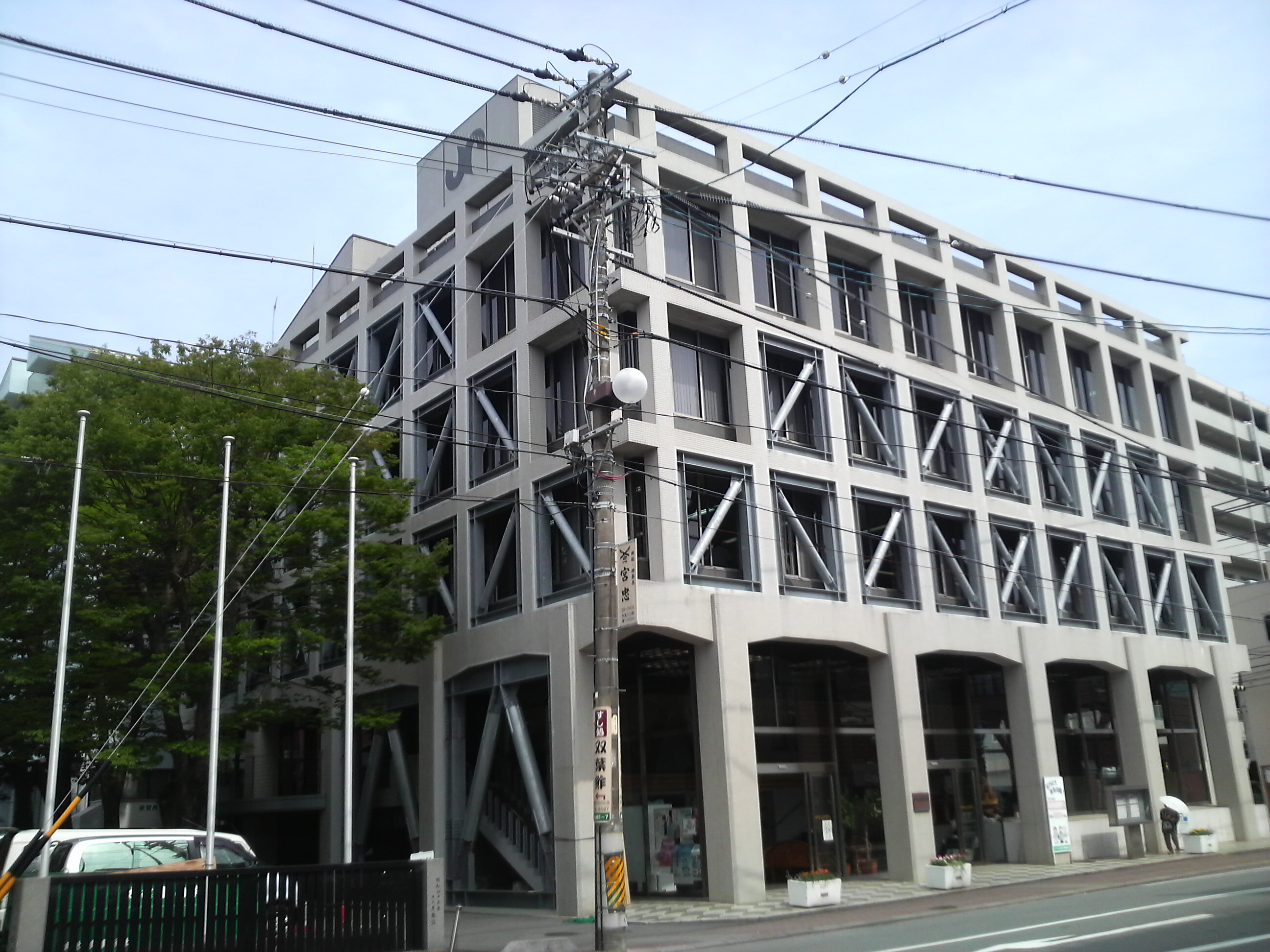
名古屋商工会議所
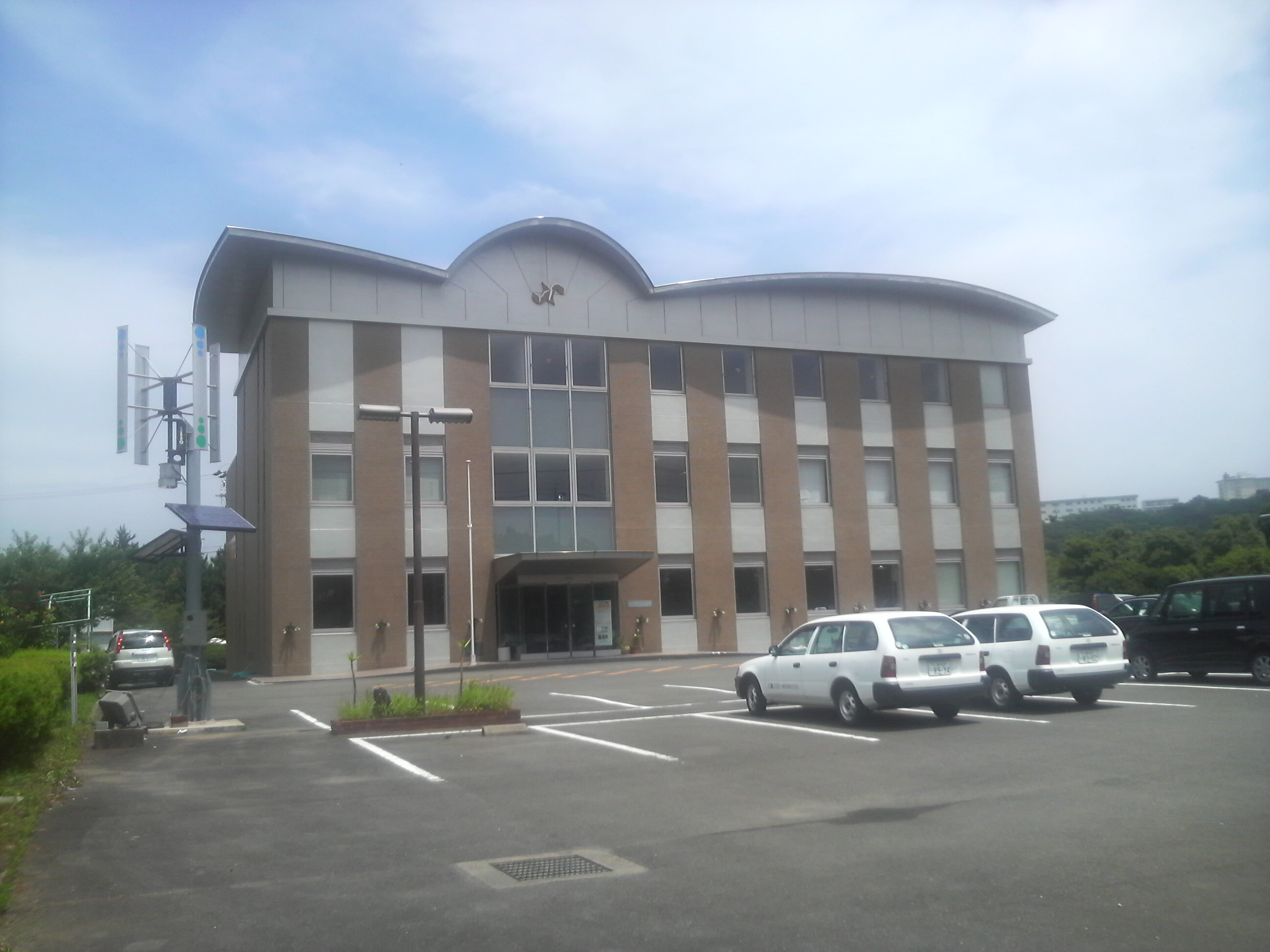
岡崎商工会議所

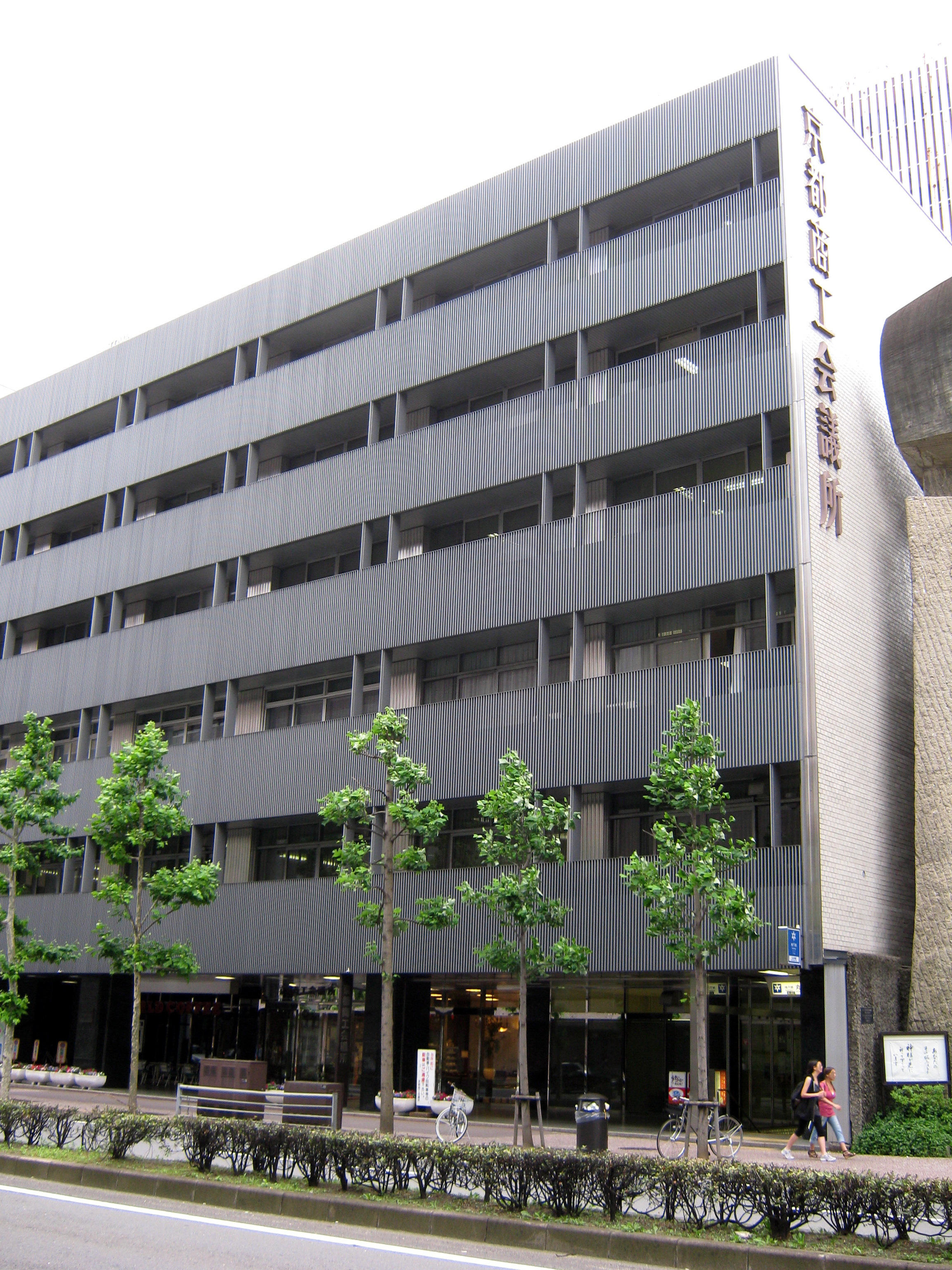
豊川商工会議所
- 豊田商工会議所
- 小牧商工会議所
- 一宮商工会議所

### 近畿地方
近畿商工会議所連合会
三重県商工会議所連合会
1. 四日市商工会議所
2. 津商工会議所
3. 伊勢商工会議所
4. 松阪商工会議所
5. 鈴鹿商工会議所
6. 桑名商工会議所
7. 上野商工会議所
8. 亀山商工会議所
9. 尾鷲商工会議所
10. 名張商工会議所
11. 鳥羽商工会議所
12. 熊野商工会議所

- 伊勢商工会議所
- 鳥羽商工会議所

滋賀県商工会議所連合会
1. 大津商工会議所
2. 長浜商工会議所
3. 彦根商工会議所
4. 近江八幡商工会議所
5. 八日市商工会議所
6. 草津商工会議所
7. 守山商工会議所

京都府商工会議所連合会
1. 京都商工会議所
2. 舞鶴商工会議所
3. 福知山商工会議所
4. 綾部商工会議所
5. 宇治商工会議所
6. 宮津商工会議所
7. 亀岡商工会議所
8. 城陽商工会議所

- 京都商工会議所

大阪府商工会議所連合会
1. 大阪商工会議所
2. 堺商工会議所
3. 東大阪商工会議所
4. 泉大津商工会議所
5. 高槻商工会議所
6. 岸和田商工会議所
7. 貝塚商工会議所
8. 茨木商工会議所
9. 吹田商工会議所
10. 八尾商工会議所
11. 豊中商工会議所
12. 池田商工会議所
13. 泉佐野商工会議所
14. 北大阪商工会議所
15. 守口門真商工会議所
16. 松原商工会議所
17. 高石商工会議所
18. 箕面商工会議所
19. 和泉商工会議所
20. 大東商工会議所

兵庫県商工会議所連合会
1. 神戸商工会議所
2. 姫路商工会議所
3. 尼崎商工会議所
4. 明石商工会議所
5. 西宮商工会議所
6. 伊丹商工会議所
7. 西脇商工会議所
8. 相生商工会議所
9. 赤穂商工会議所
10. 三木商工会議所
11. 洲本商工会議所
12. 豊岡商工会議所
13. 高砂商工会議所
14. 龍野商工会議所
15. 加古川商工会議所
16. 小野商工会議所
17. 加西商工会議所
18. 宝塚商工会議所

奈良県商工会議所連合会
1. 奈良商工会議所
2. 大和高田商工会議所
3. 生駒商工会議所
4. 橿原商工会議所

和歌山県商工会議所連合会
1. 和歌山商工会議所
2. 海南商工会議所
3. 田辺商工会議所
4. 新宮商工会議所
5. 御坊商工会議所
6. 橋本商工会議所
7. 紀州有田商工会議所

### 中国地方
鳥取県商工会議所連合会
1. 鳥取商工会議所
2. 米子商工会議所
3. 倉吉商工会議所
4. 境港商工会議所

島根県商工会議所連合会
1. 松江商工会議所
2. 浜田商工会議所
3. 出雲商工会議所
4. 平田商工会議所
5. 益田商工会議所
6. 大田商工会議所
7. 安来商工会議所
8. 江津商工会議所

一般社団法人岡山県商工会議所連合会
1. 岡山商工会議所
2. 倉敷商工会議所
3. 玉島商工会議所
4. 児島商工会議所
5. 津山商工会議所
6. 玉野商工会議所
7. 笠岡商工会議所
8. 井原商工会議所
9. 備前商工会議所
10. 高梁商工会議所
11. 総社商工会議所
12. 新見商工会議所

広島県商工会議所連合会
1. 広島商工会議所
2. 尾道商工会議所
3. 呉商工会議所
4. 福山商工会議所
5. 三原商工会議所
6. 府中商工会議所
7. 三次商工会議所
8. 庄原商工会議所
9. 大竹商工会議所
10. 竹原商工会議所
11. 因島商工会議所
12. 東広島商工会議所
13. 廿日市商工会議所

山口県商工会議所連合会
1. 下関商工会議所
2. 宇部商工会議所
3. 山口商工会議所
4. 防府商工会議所
5. 徳山商工会議所
6. 下松商工会議所
7. 萩商工会議所
8. 岩国商工会議所
9. 山陽商工会議所
10. 長門商工会議所
11. 光商工会議所
12. 小野田商工会議所
13. 柳井商工会議所
14. 新南陽商工会議所

### 四国地方
徳島県商工会議所連合会
1. 徳島商工会議所
2. 鳴門商工会議所
3. 小松島商工会議所
4. 吉野川商工会議所
5. 阿波池田商工会議所
6. 阿南商工会議所

香川県商工会議所連合会
1. 高松商工会議所
2. 丸亀商工会議所
3. 坂出商工会議所
4. 観音寺商工会議所
5. 多度津商工会議所
6. 善通寺商工会議所

愛媛県商工会議所連合会
1. 松山商工会議所
2. 宇和島商工会議所
3. 今治商工会議所
4. 八幡浜商工会議所
5. 新居浜商工会議所
6. 四国中央商工会議所
7. 西条商工会議所
8. 伊予商工会議所
9. 大洲商工会議所

高知県商工会議所連合会
1. 高知商工会議所
2. 中村商工会議所
3. 安芸商工会議所
4. 須崎商工会議所
5. 宿毛商工会議所
6. 土佐清水商工会議所

### 九州地方

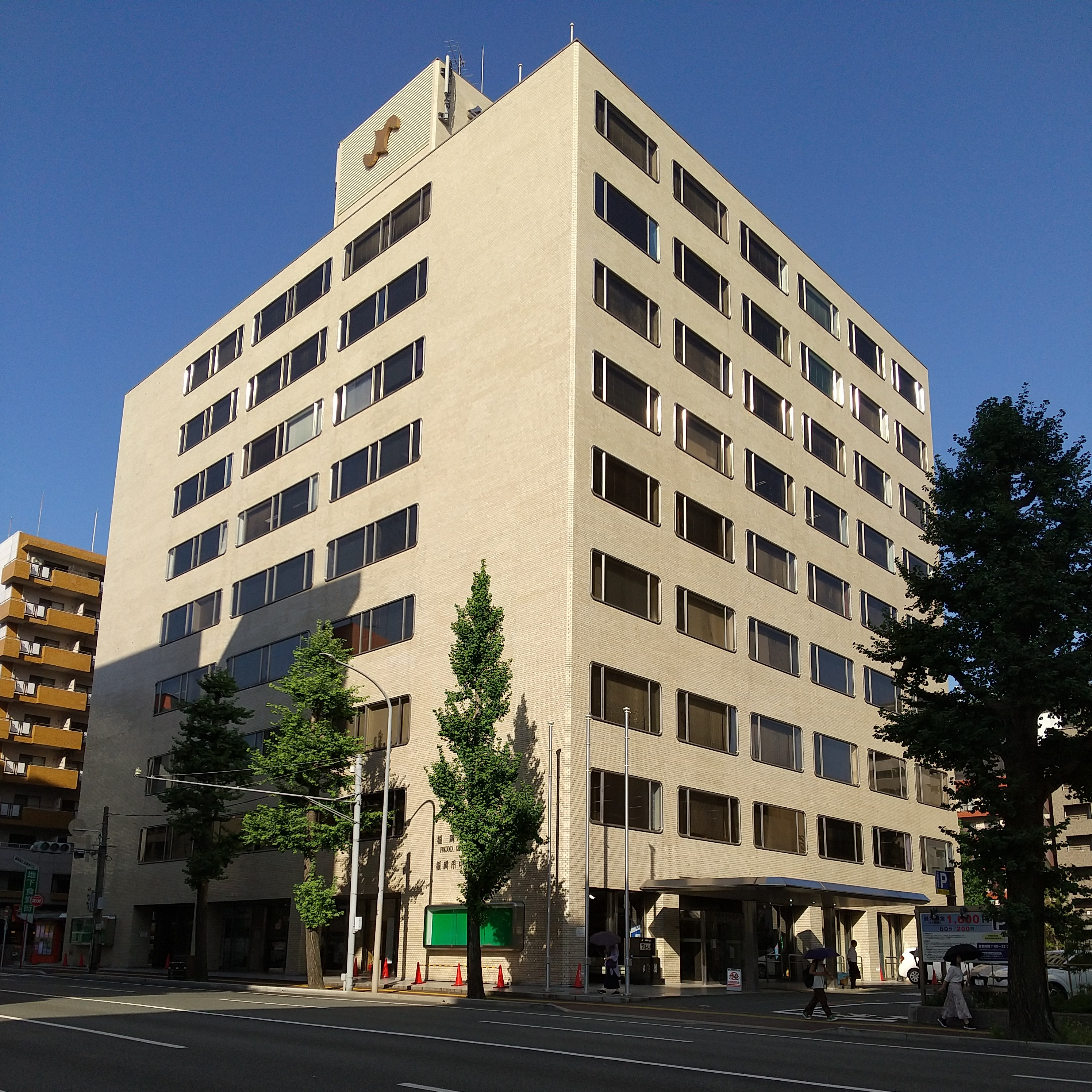
福岡商工会議所

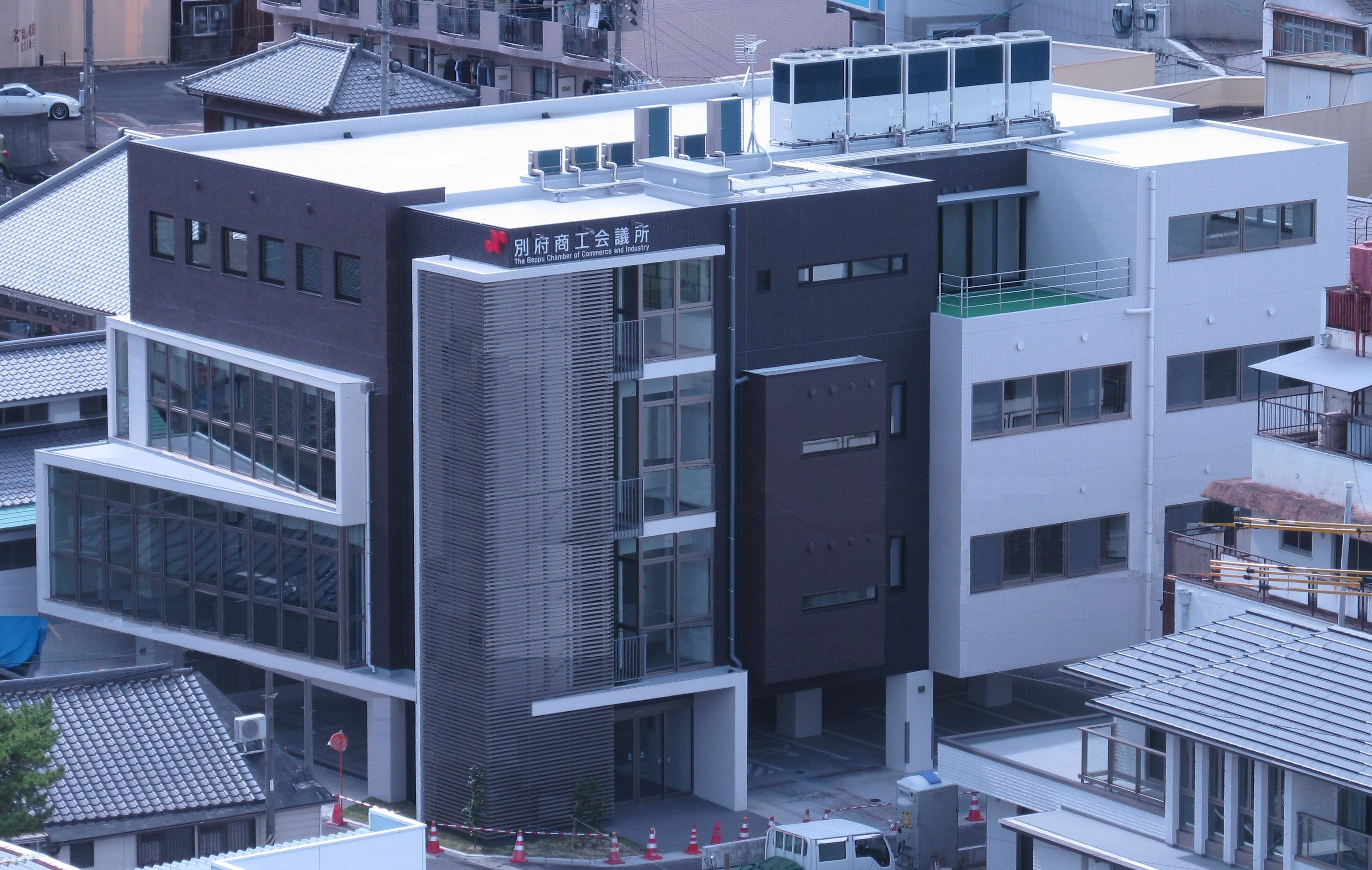
別府商工会議所

福岡県商工会議所連合会
1. 福岡商工会議所
2. 北九州商工会議所
3. 久留米商工会議所
4. 大牟田商工会議所
5. 飯塚商工会議所
6. 直方商工会議所
7. 八女商工会議所
8. 田川商工会議所
9. 柳川商工会議所
10. 豊前商工会議所
11. 行橋商工会議所
12. 苅田商工会議所
13. 大川商工会議所
14. 豊前川崎商工会議所
15. 嘉麻商工会議所
16. 筑後商工会議所
17. 宮若商工会議所
18. 朝倉商工会議所
19. 中間商工会議所

佐賀県商工会議所連合会
1. 佐賀商工会議所
2. 唐津商工会議所
3. 伊万里商工会議所
4. 鳥栖商工会議所
5. 有田商工会議所
6. 小城商工会議所
7. 武雄商工会議所
8. 鹿島商工会議所

長崎県商工会議所連合会
1. 長崎商工会議所
2. 佐世保商工会議所
3. 島原商工会議所
4. 諫早商工会議所
5. 大村商工会議所
6. 福江商工会議所
7. 平戸商工会議所
8. 松浦商工会議所

熊本県商工会議所連合会
1. 熊本商工会議所
2. 八代商工会議所
3. 荒尾商工会議所
4. 人吉商工会議所
5. 水俣商工会議所
6. 本渡商工会議所
7. 玉名商工会議所
8. 山鹿商工会議所
9. 牛深商工会議所

大分県商工会議所連合会
1. 別府商工会議所
2. 大分商工会議所
3. 中津商工会議所
4. 日田商工会議所
5. 佐伯商工会議所
6. 臼杵商工会議所
7. 津久見商工会議所
8. 豊後高田商工会議所
9. 竹田商工会議所
10. 宇佐商工会議所

- 別府商工会議所

一般社団法人宮崎県商工会議所連合会
1. 宮崎商工会議所
2. 延岡商工会議所
3. 都城商工会議所
4. 日向商工会議所
5. 西都商工会議所
6. 高鍋商工会議所
7. 小林商工会議所
8. 日南商工会議所
9. 串間商工会議所

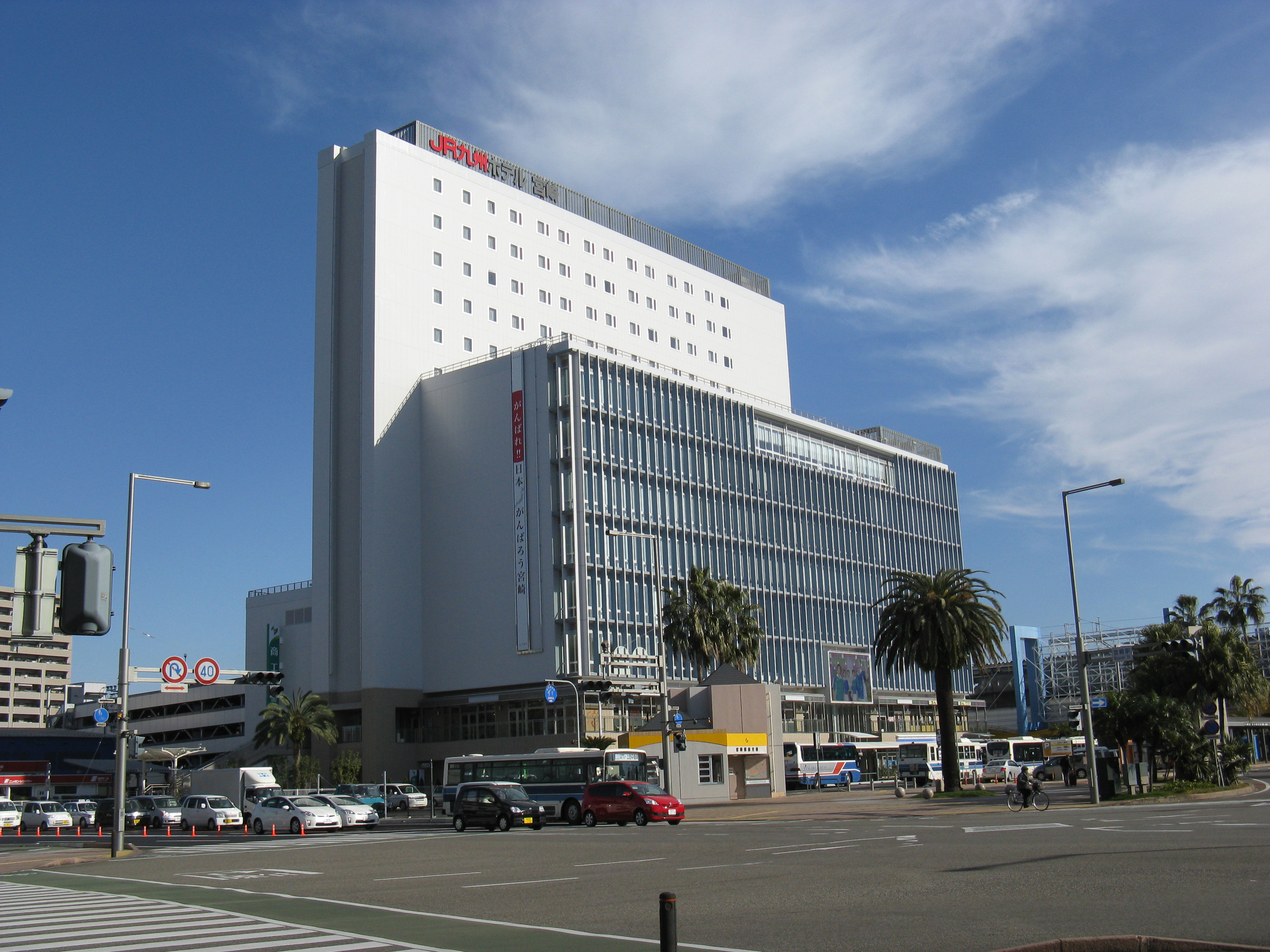
宮崎商工会議所（KITEN内）

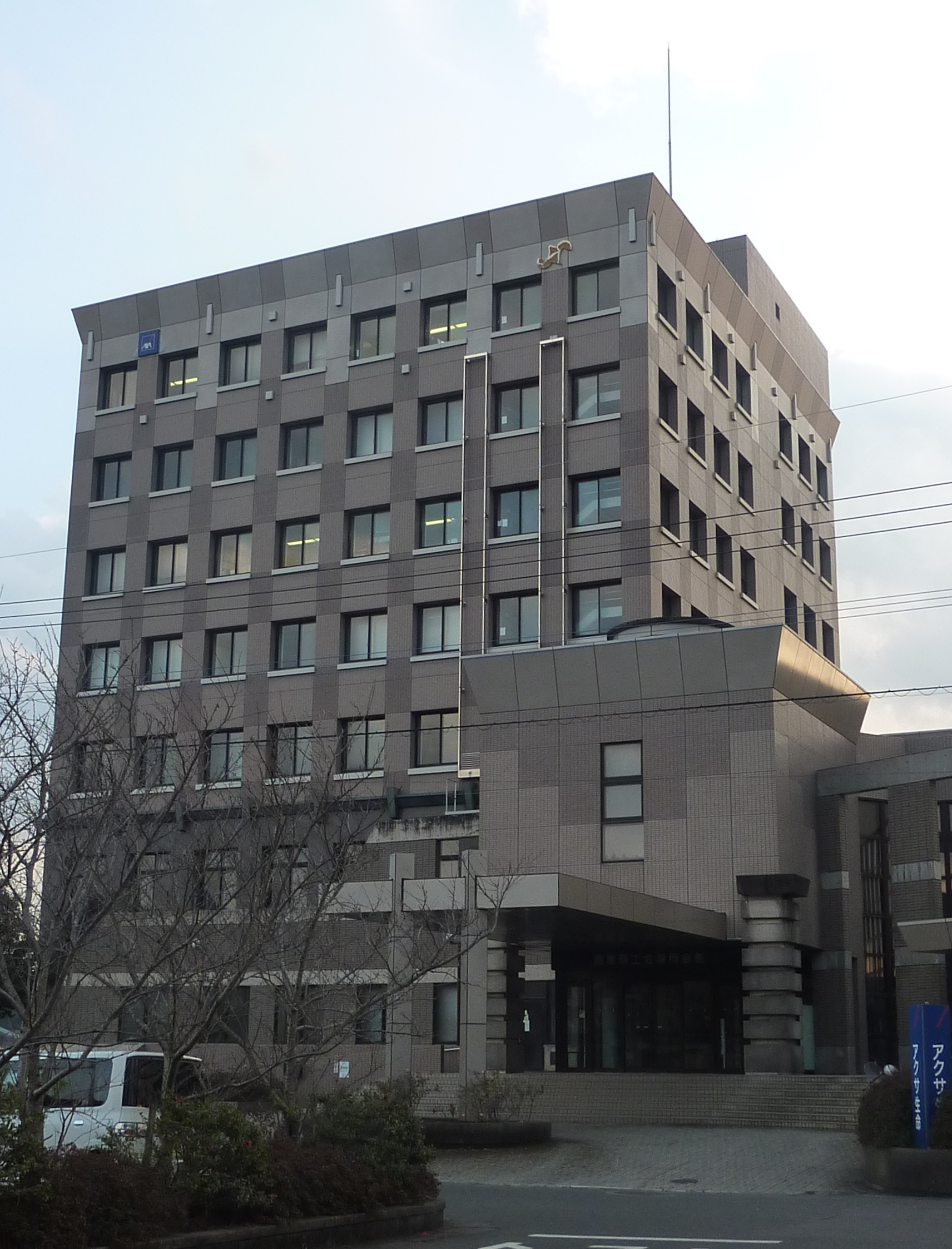
鹿屋商工会議所

鹿児島県商工会議所連合会
1. 鹿児島商工会議所
2. 川内商工会議所
3. 鹿屋商工会議所
4. 枕崎商工会議所
5. 阿久根商工会議所
6. 奄美大島商工会議所
7. 南さつま商工会議所
8. 出水商工会議所
9. 指宿商工会議所
10. いちき串木野商工会議所
11. 霧島商工会議所

- 鹿屋商工会議所

沖縄県商工会議所連合会
1. 那覇商工会議所
2. 沖縄商工会議所
3. 宮古島商工会議所
4. 浦添商工会議所